# Brambang (Karangawen)
Brambang is een bestuurslaag in het regentschap Demak van de provincie Midden-Java, Indonesië. Brambang telt 9846 inwoners (volkstelling 2010).